# Cúp quốc gia Scotland 2003–04
Cúp quốc gia Scotland 2003–04 là mùa giải thứ 119 của giải đấu bóng đá loại trực tiếp uy tín nhất Scotland, vì lý do tài trợ nên có tên gọi là Cúp quốc gia Scotland Tennent. Chức vô địch thuộc về Celtic khi đánh bại Dunfermline Athletic trong trận Chung kết. Trận Chung kết 2004 là trận đấu cuối cùng của Henrik Larsson cho Celtic. Trận Chung kết này cũng là trận cuối cùng của huấn luyện viên Dunfermline Jimmy Calderwood với tư cách là người dẫn dắt The Fife.

## Vòng Một
| Đội nhà         | Tỉ số | Đội khách      |
| --------------- | ----- | -------------- |
| Clachnacuddin   | 0 – 2 | Stranraer      |
| Cowdenbeath     | 5 – 2 | Edinburgh City |
| Elgin City      | 1 – 2 | Peterhead      |
| Forfar Athletic | 1 – 1 | East Fife      |
| Gretna          | 4 – 0 | Dumbarton      |
| Montrose        | 1 – 1 | Albion Rovers  |
| Spartans        | 6 – 1 | Buckie Thistle |
| Stirling Albion | 3 – 1 | Queen’s Park   |

### Đấu lại
| Đội nhà       | Tỉ số              | Đội khách       |
| ------------- | ------------------ | --------------- |
| Albion Rovers | 1 – 3              | Montrose        |
| East Fife     | 3 – 3 (4 – 1 pen.) | Forfar Athletic |

## Vòng Hai
| Đội nhà              | Tỉ số | Đội khách           |
| -------------------- | ----- | ------------------- |
| Alloa Athletic       | 3 – 3 | Spartans            |
| Berwick Rangers      | 4 – 2 | Huntly              |
| East Stirlingshire   | 0 – 5 | Cowdenbeath         |
| Greenock Morton      | 4 – 0 | Vale of Leithen     |
| Gretna               | 5 – 1 | Stenhousemuir       |
| Inverurie Loco Works | 1 – 5 | Airdrie United      |
| Montrose             | 1 – 0 | Threave Rovers      |
| Peterhead            | 0 – 2 | East Fife           |
| Stranraer            | 0 – 1 | Hamilton Academical |
| Stirling Albion      | 1 – 2 | Arbroath            |

### Đấu lại
| Đội nhà  | Tỉ số | Đội khách      |
| -------- | ----- | -------------- |
| Spartans | 5 – 3 | Alloa Athletic |

## Vòng Ba
| Đội nhà              | Tỉ số | Đội khách          |
| -------------------- | ----- | ------------------ |
| Aberdeen             | 0 – 0 | Dundee             |
| Arbroath             | 1 – 4 | Spartans           |
| Ayr United           | 1 – 2 | Falkirk            |
| Celtic               | 2 – 0 | Ross County        |
| Clyde                | 3 – 0 | Gretna             |
| Dunfermline Athletic | 3 – 1 | Dundee United      |
| East Fife            | 0 – 1 | Queen of the South |
| Hamilton Academical  | 2 – 0 | Cowdenbeath        |
| Hearts               | 2 – 0 | Berwick Rangers    |
| Hibernian            | 0 – 2 | Rangers            |
| Inverness CT         | 5 – 1 | Brechin City       |
| Livingston           | 1 – 0 | Montrose           |
| Greenock Morton      | 0 – 3 | Partick Thistle    |
| Raith Rovers         | 1 – 3 | Kilmarnock         |
| St Johnstone         | 0 – 3 | Motherwell         |
| St Mirren            | 2 – 0 | Airdrie United     |

### Đấu lại
| Đội nhà | Tỉ số | Đội khách |
| ------- | ----- | --------- |
| Dundee  | 2 – 3 | Aberdeen  |

## Vòng Bốn
| Đội nhà         | Tỉ số | Đội khách            |
| --------------- | ----- | -------------------- |
| Clyde           | 0 – 3 | Dunfermline Athletic |
| Falkirk         | 0 – 2 | Aberdeen             |
| Hearts          | 0 – 3 | Celtic               |
| Kilmarnock      | 0 – 2 | Rangers              |
| Motherwell      | 3 – 2 | Queen of the South   |
| Partick Thistle | 5 – 1 | Hamilton Academical  |
| Spartans        | 0 – 4 | Livingston           |
| St Mirren       | 0 – 1 | Inverness CT         |

## Tứ kết
| Aberdeen | 1 – 1 | Livingston |
| -------- | ----- | ---------- |
|          |       |            |

| Motherwell | 0 – 1 | Inverness CT |
| ---------- | ----- | ------------ |
|            |       |              |

| Partick Thistle | 0 – 3 | Dunfermline Athletic |
| --------------- | ----- | -------------------- |
|                 |       |                      |

| Celtic | 1 – 0 | Rangers |
| ------ | ----- | ------- |
|        |       |         |

### Đấu lại
| Livingston | 1 – 0 | Aberdeen |
| ---------- | ----- | -------- |
|            |       |          |

## Bán kết
| Inverness CT | 1 – 1  | Dunfermline Athletic |
| ------------ | ------ | -------------------- |
| Ritchie 45'  | Report | Brewster 67'         |

| Livingston    | 1 – 3  | Celtic                        |
| ------------- | ------ | ----------------------------- |
| McMenamin 79' | Report | Sutton 37', 65' · Larsson 50' |

### Đấu lại
| Dunfermline Athletic                     | 3 – 2  | Inverness CT                     |
| ---------------------------------------- | ------ | -------------------------------- |
| Young 25' · Brewster 63' · Nicholson 78' | Report | Ritchie 7' · Bingham 90' (ph.đ.) |

## Chung kết
| Dunfermline Athletic | 1 – 3  | Celtic                        |
| -------------------- | ------ | ----------------------------- |
| Skerla 40'           | Report | Larsson 58', 71' · Petrov 84' |

Bản mẫu:Bóng đá Scotland 2003-04
Bản mẫu:Bóng đá châu Âu (UEFA) 2003–04